# Reservas de petróleo en Brasil
En Brasil hay 13,329 millones de barriles de reservas de petróleo (2021) segundo la Agência Nacional de Petróleo, Gás Natural e Biocombustíveis (ANP) en el Boletim Anual de Recursos e Reservas (BAR), divulgado en el año de 2021. Incremento de 14,3% en el volumen relacionado con la suma de reservas probadas y probables y de 19,8% en la suma de reservas probadas, probables y posibles, en comparación con datos de 2020. El Brasil fue el octavo mayor productor de petróleo en el mundo en 2019, con una producción de 2,78 millones de barriles por día.

## Reservas
Reservas de hidrocarburos totales en millones de barris.
| Año  | Reservas    | Reservas    | Reservas    |
| Año  | Reservas 3p | Reservas 2p | Reservas 1p |
| ---- | ----------- | ----------- | ----------- |
| 2015 | 24,252      | 19,500      | 13,013      |
| 2020 | 20,238      | 17,456      | 11,932      |
| 2021 | 24,347      | 20,036      | 13,329      |

Reservas 1p = reservas probadas (MMB) . Con probabilidad de al menos 90 por ciento de que el volumen a recuperar sea igual o mayor al calcula
Reservas 2p = reservas probadas más reservas probables  (MMB) . Con probabilidad de al menos 50 por ciento de que el volumen a recuperar sea igual o mayor a la estimación de 2p.
Reservas 3p = reservas probadas más las reservas probables más las reservas posibles  (MMB). Con probabilidad de al menos 10 por ciento de que el volumen a recuperar sea igual o mayor a la estimación de 3p.